# Simpang (Cikajang)
Simpang is een bestuurslaag in het regentschap Garut van de provincie West-Java, Indonesië. Simpang telt 9365 inwoners (volkstelling 2010).